# Liu Sola
Liu Sola (xinès simplificat: 刘索拉) (Pequín 1955 -) és una compositora, cantant i escriptora xinesa. Forma part de la generació anomenada "Generació dels 80". La seva activitat artística sempre ha combinat la música amb l'escriptura, adaptant les seves obres literàries tant a formats d'opera, com de jazz i blues. Liu es un exemple de les mescles de diferents tipus i gèneres musicals, des de la música tradicional xinesa, música clàssica, jazz i blues, a més de percussió, africana i asiàtica.

## Biografia
Liu Sola va néixer a Pequín el 1955 en una família de brillants executius del règim, aviat víctimes de les primeres purgues del règim maoista. El seu pare, es va unir a la lluita revolucionària el 1928, als 18 anys, al costat del seu germà Liu Zhidan. Durant la guerra de resistència contra el Japó, es va convertir en secretari de la base de Shaanxi-Gansu-Ningxia del qual el seu germà és un dels fundadors, sent assassinat en acció el 1936 i promogut heroi nacional.
Després d’haver començat a aprendre el piano als cinc anys i revelar un gran talent per a la música, quan les universitats van tornar a obrir després de la Revolució Cultural, va fer l'examen d’accés al Conservatori Central de Música de Pequín i va ingressar al classe de composició del compositor Du Mingxin. Al Conservatori va coincidir amb alumnes com Tan Dun i Guo Wenjing, que més tard serien importants compositors.

### Carrera musical
Va compondre les seves dues primeres obres durant els seus estudis: una suite de piano inspirada en el "Llibre de les odes" (诗经) i, com a obra de graduació, una simfonia dedicada al seu oncle Liu Zhidan.
Més tard, el 1983 es va interessar per la música rock i pop i va fundar un conjunt inspirat en el grup Pink Floyd.
Influïda per la música d'Otis Redding i Aretha Franklin, va escriure una versió d'òpera rock de "Blue Sky, Green Sea", que va ser la primera òpera rock xinesa, interpretada el 1988 per l'Orquestra Simfònica Central de la Xina i una banda de rock de Hong Kong.
El 2002 va fundar un conjunt d’instrumentistes xinesos: Liu Sola & Friends (刘索拉 与 朋友 们), amb qui interpretarà les seves obres, les gravarà i viatjarà pel món de festival en festival. El 2004 va col·laborar amb la directora Ning Ying (宁 瀛) per a l'escriptura del guió de la seva pel·lícula “Perpetual Motion” (无穷 动) estrenada a la Biennal de Venècia el 2005.

### Carrera literària
El 1985 va publicar el seu primer relat curt, titulat 你 别无选择 (No tens cap alternativa); és una història satírica de joves estudiants del Conservatori que es pregunten quin serà el seu futur. Aquesta obra va guanyar el 1985 el Premi Nacional a la millor novel·la. El mateix any va publicar 蓝天绿海 (Blue Sky, Green Sea). L'any següent es va publicar un tercer conte: "A la recerca del rei dels cantants" (寻找 歌王).
En totes les seves obres es detecten fàcilment les influències de Jack Kerouac, J. D. Salinger, Albert Camus i Joseph Heller, les obres de les quals va llegir a principis dels anys vuitanta.

### Estades a l'estranger
- Fa ver diversos viatges als Estats Units. El 1989 a Menphis on va compondre i gravar la primera canço de la Xina Continental influenciada pel blues. El 1992 va ser convidada per la Universitat d’Iowa per unir-se al seu famós programa d’escriptors. Va impartir tallers d’escriptura a Iowa i també conferències en altres universitats americanes com Harvard, Cornell, Berkeley, Portland i Minneapolis. El 1993 a Nova York va participar en una sèrie de col·laboracions amb alguns dels millors músics de blues. El primer resultat d’aquestes col·laboracions va ser "Blues in the East" (Axiom Records / Polygram, 1995), àlbum produït per Bill Laswell i amb músics com Henry Threadgill i James Blood Ulmer, i Umar Bin Hassan.[3]

- El 1987 va anar a Londres on hi va estar fins al fins al 1993. Durant aquest període va tenir moltes oportunitats de treballar amb diferents tipus d'artistes i músics com Justin Adams, John Collins i Clive Bill, i el duo teatral Martin Coles i Martin Gent amb a qui va col·laborar en el drama musical "Memories From the Middle Kingdom". Aquest drama es va estrenar a l'ICA i va fer una gira pel Regne Unit el 1990. L'any següent, Peter Gabriel la va convidar a participar al Womad Festival i va col·laborar amb artistes com Pól Brennan i Mari Boine.[3]
- A Hong Kong el 1991 va col·laborar amb el director Danny Yung, que li va donar màxima llibertat per compondre música per al seu avantguardista teatre Zuni. Un altre projecte va ser la música que va escriure per a un drama de dansa moderna "June Snow" creat pel coreògraf Chiang Ching.

## Obres destacades

### Literatura
- Ni Bie Wu Xuanze 你别无选择 You Have No Choice (1985)
- Lan tian lvhai 蓝天绿海 Blue Sky Green Sea (1985)
- In Search of the King Of Singers (1986)
- Chaos And All (1989)
- Da Ji Jia de Xiao Gu Shi 大继家的小故事 or Small Tales of the Great Ji Family (2000)
- Nv Zhen Tang 女贞汤 Female Purity Soup （2003）
- Passion. Malédiction 迷恋·咒 (2011)

### Discografia
- Blues in the East (1994)
- China Collage (1996, amb Wu Man)
- Haunts （1997）
- June Snow （1998）
- Spring Snowfall （2000）
- Sola and Friends （1999)
- Apparitions（2000）